# هنر مفهومی در ایران
سول لویت، هنر مفهومی را اینچنین تعریف می‌کند: «من به نوعی از هنر اشاره خواهم کرد که در آن با هنر مفهومی درگیر هستم. در هنر مفهومی، ایده یا مفهوم، مهم‌ترین جنبه اثر هنری را تشکیل می‌دهد. وقتی که یک هنرمند از فرم مفهومی هنر استفاده می‌کند، معنی آن این است که همه برنامه‌ریزی‌ها و تصمیمات، از قبل انجام شده است و در نتیجه، اجرای این ایده، امری ظاهری و سرسری است؛ یعنی ایده تبدیل می‌شود به ماشینی که هنر را می‌سازد.»

## هنر مفهومی در ایران
هنر مفهومی در ایران را می‌توان به دو دوره تقسیم نمود:

### قبل از انقلاب
نمایشگاه با عنوان «آب باز زبردست»، کامران دیبا، در گالری سیحون در سال ۱۳۴۴ و لندآرت در نمازخانه در سال ۱۳۵۶ در موزه فرش
نمایشگاه گروه آزاد در سال ۱۳۵۳، یک سازه که نشانه امامزاده، صندلی پاشکسته طناب‌پیچ شده که اسلاید روی آن می‌افتاد، جام‌های برنجی و مسی که تشکیل کتاب می‌دادند، مدفوع انسانی در الکل، خنجر در گلدان، نقوش شاهان روی قبر که به ترتیب آثار غلامحسین نامی، گریگوریان، دریابیگی، گریگوریان، ممیز و محمدی بودند. به‌طورکلی این گروه پنج نمایشگاه که سه تای آن‌ها مستقل و شخصی، یکی در آمریکا با عنوان «واش آرت» و یک نمایشگاه بین‌المللی در تهران، دو نمایشگاه خصوصی در گالری مس و گالری سامان برگزار نمود.
در سال ۱۳۵۳، اثر تلفیقی نازی عطری، با عنوان «فستیوال به مناسبت تجلیل» در گالری زروان.

### بعد از انقلاب
گروهی با سرپرستی علی دشتی و با شرکت هنرمندانی مانند شاهرخ غیاثی، ساسان نصیری، فرید جهانگیر، مصطفی دشتی، بنای تخریبی را به اثر هنری تبدیل کردند و هر کدام از آنان، طبقه‌ای را با مفهوم انهدام کار کرده بودند. (اعتمادی،1378: 82)
در سال ۱۳۷۷ نیز نمایشگاهی با عنوان «تجربه ۷۷» را در ساختمانی واقع در خیابان پاسداران اجرا کردند؛ که قبل از تخریب، کارهای مفهومی در آن به نمایش درآمد.
(روشن و فیاضی،1381: 107)
نمایشگاه بعدی آن‌ها در سال ۱۳۷۸ بود با عنوان «کودکان آبی، آسمان سیاه» با نقاشی خسرو حسن‌زاده، عکاسی صادق تیرافکن، ویدیوآرت مازیار بهاری و مجسمه‌سازی بیتا فیاضی با همکاری شهرداری منطقه شش تهران با هدف ارائه کاری جدید که بتواند افکار عمومی را ضد معضل اجتماعی آلودگی هوا تهییج کند، برپاشد.
اولین نمایشگاه در سال ۱۳۸۰با عنوان هنر مفهومی و دومین نمایشگاه هنر مفهومی در سال ۱۳۸۱، با عنوان «هنر جدید» برگزار شد که دبیر آن بازهم دکتر حسینی راد بود. علیرضا سمیع آذر رئیس وقت مرکز توسعه هنرهای تجسمی ایران و رئیس موزه هنرهای معاصر بود، بیان کرده بود که علت تغییر نام از هنر مفهومی، گسترده‌تر کردن حوزه فعالیت هنرمندان است. به نحوی که بعضی جریان‌های جدید وجود دارند که هنر مفهومی نیستند ولی در حوزه هنرهای جدید قرار می‌گیرند.
دبیر دومین دوره هنر جدید علت تغییر نام را ایجاد انتظارات و محدودیت‌هایی که عنوان هنر مفهومی برای نمایشگاه به بار می‌آورد ذکر نمود.
سومین نمایشگاه هنر جدید، در سال ۱۳۸۳، در باشگاه دانشجویی دانشگاه تهران بر پاشد که دبیر آن اصغر کفشچیان مقدم بود که اصلی‌ترین معیار آن بر «بداعت اثر» و با اولویت موضوعات بومی قرار داده شده بود. (کفشچیان مقدم،1382: 20)
از دیگر نمایشگاه‌های هنر مفهومی می‌توان از نمایشگاه Y2K و نیز اولین دوسالانه بین‌المللی نقاشان جهان اسلام نام برد. نمایشگاه نگاه معنوی که در سال ۱۳۸۲ در موزه هنرهای معاصر، در سه بخش هنر انقلاب، مذهبی و عاشورایی، هنر جدید و انتزاعی و هنر سنت‌گرا، نگارگری و خوشنویسی، به دبیری حبیب‌الله صادقی، غلامحسین نامی و آیدین آغداشلو ارائه شد؛ که در آن می‌توان به آثاری از سید حمید شریفی، اصغر کفشچیان مقدم و طاهر شیخ الحکمایی اشاره نمود. در سال‌های اخیر نیز دو پروژه رسمی دیگر در هنر مفهومی اتفاق افتاد. با مراجعه به فراخوان هشتمین و نهمین فستیوال بین‌المللی فجر در سال‌های ۱۳۹۴ و ۱۳۹۵، می‌توان مشاهده نمود که این دو جشنواره، آثار خود را به هنر مفهومی اختصاص دادند.
مدیر پروژه‌های پرفورمنس‌آرت و ویدئوآرت نهمین جشنواره بین‌المللی هنرهای تجسمی فجر: جشنواره امسال در پی از میان برداشتن مرز میان رسانه‌های هنری و توجه به مدیوم‌های معاصر برای نخستین بار پرفورمنس آرت را به عنوان یکی از رسانه‌های کلیدی هنر معاصر مورد توجه قرار داده است. (راد، 1395)

## هنرمندان مفهومی در ایران
برخی از هنرمندان کانسپچوالیست ایرانی عبارتند از:
- احمد نادعلیان
- الیاس امینیان
- شهریار احمدی
- حبیب پنبه‌چی
- سعید ملتجی
- رضا رفیعی راد
- فریدون امیدی
- محمود بخشی مؤخر
- کاظم خراسانی
- بهناز پسیخانی
- جمشید حقیقت‌شناس
- نسرین شاپوری
- آنه محمدتاتاری
- ژینوس تقی‌زاده
- بابک توسلی
- صادق تیرافکن
- خسرو حسن‌زاده
- ناصر تیمورپور
- فرحناز جلیلوند
- ریحانه مقدم
- حسین خلیقی
- زهرا اسماعیلی‌تبار
- علیرضا ذاکری
- مرتضی دره باغی
- حمید دستگردی
- ندا رضوی پور
- صادق خلیفه
- فرناز دمنابی
- سعید دیده ور
- یاسر رجبعلی
- مریم رحیم پور
- نیما زاغیان
- کیومرث صادقیان
- کامبیز صبری
- شهاب الدین فتوحی
- بیتا فیاضی
- حسن کاکاوند
- بهنام کامرانی
- افشان کتابچی
- احمد شیخ‌زاده
- اصغر کفشچیان مقدم
- آزاده مدنی